# Peter Vogelius Deinboll

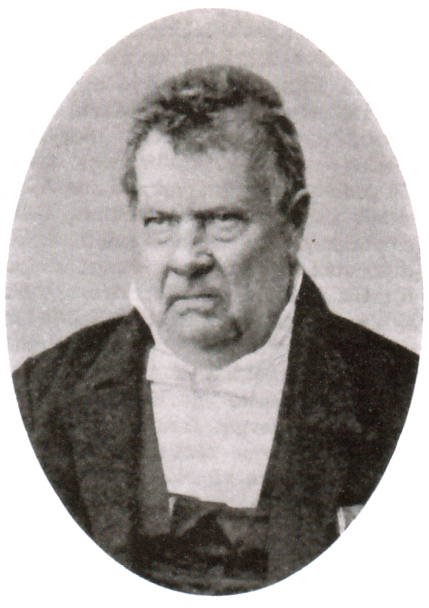
Peter Vogelius Deinboll.

Peter Vogelius Deinboll, född den 8 januari 1783, död den 13 maj 1874, var en danskfödd norsk präst, politiker och naturforskare.
Deinboll blev sockenpräst i Vadsø 1815, prost 1817, och slutligen sockenpräst i Molde och Bolsø, innan han fick avsked 1857. Som naturforskare var han särskilt intresserad av botanik och zoologi, och ägnade sig huvudsakligen åt undersökningen av Östfinnmarken och lade därmed grunden till kännedomen om dess flora och insektsfauna. Som politiker var han frisinnad, och ivrade varmt för skolväsendets utveckling och näringslivets befordrande. Deinbolls stora insektssamlingar förvärvades 1833 av Kristiania universitet.